# Sacco di Tessalonica (904)
Il Sacco di Tessalonica del 904 compiuto dai pirati Saraceni fu uno dei peggiori disastri che colpirono l'Impero bizantino nel corso del X secolo.

## Assedio e sacco
Una flotta musulmana, condotta dal rinnegato greco Leone di Tripoli (da poco convertitosi all'Islam), avente come obiettivo iniziale la capitale Costantinopoli, salpò dalla Siria. I Musulmani non ritennero fattibile l'obiettivo iniziale di attaccare Costantinopoli, e decisero invece di rivolgersi contro Tessalonica, cogliendo completamente alla sprovvista i Bizantini, la cui marina non fu in grado di intervenire tempestivamente. Le mura cittadine, soprattutto quelle affacciate verso il mare, erano in cattive condizioni.
Quando il protospatario Petronas, inviato dall'imperatore, informò la popolazione di Tessalonica dell'imminente attacco, la città fu colta dal panico. Secondo la testimonianza di Giovanni Cameniate, Petronas consigliò alla popolazione di non concentrare i loro sforzi nella riparazione delle mura, ma piuttosto di costruire un muro sottomarino per impedire alla flotta nemica di avvicinarsi alle mura. Tuttavia, prima che il muro sottomarino potesse essere completato, arrivò nella città lo strategos Leone Chitzilakes, il quale prese il posto di Petronas, il quale fu richiamato a Costantinopoli. Leone Chitzilakes interruppe temporaneamente la costruzione del muro sottomarino ordinando piuttosto la riparazione delle mura. Tuttavia subito dopo l'Imperatore lo sostituì con un altro strategos di nome Niceta, il quale assunse il comando sulla città. Niceta, tuttavia, riuscì a migliorare soltanto marginalmente le difese della città prima dell'arrivo della flotta nemica.
In seguito a un breve assedio, i Saraceni riuscirono a espugnare le mura marine, superando la resistenza dei tessalonicesi e prendendo la città il 29 luglio. Il sacco si protrasse per un'intera settimana, prima della partenza dei pirati che fecero ritorno nelle loro basi nel Levante. La maggior parte dei prigionieri furono riscattati dall'Impero e scambiati con prigionieri musulmani.

## Fonti
La principale fonte primaria del sacco è costituita da La presa di Tessalonica (Εις την άλωσιν της Θεσσαλονίκης, Eis tēn alōsin tēs Thessalonikēs) di Giovanni Cameniate, che sostiene di essere stato testimone oculare del sacco e uno dei tessalonicesi fatti prigionieri dai pirati arabi; l'opera sopravvive in quattro manoscritti, anche se nessuno di essi fu scritto prima del XV secolo. Alcuni studiosi, sulla base anche di considerazioni stilistiche, hanno dubitato dell'autenticità dell'opera di Giovanni Cameniate, ritenendola un falso storico redatto nel XV secolo. Altri studiosi, invece, hanno difeso l'autenticità dell'opera.